# Storie d'amore (Riccardo Fogli)
Storie d'amore è un album di Riccardo Fogli, pubblicato nel 2004.
Si tratta di una raccolta contenente 3 inediti: Please Love, Tu non sei più mia e La prima notte d'amore. 

## Tracce
1. Please Love  ( Ruggero Robin,Riccardo Fogli)
2. Tu Non Sei Più Mia (Ruggero Robin, Riccardo Fogli)
3. La Prima Notte D'Amore
4. Storie Di Tutti I Giorni (Riccardo Fogli, Guido Morra e Maurizio Fabrizio)
5. Noi Due Nel Mondo E Nell'Anima
6. Mondo (Luigi Lopez e Carla Visitarini)
7. Tanta Voglia Di Lei
8. Io Ti Prego Di Ascoltare (Guido Morra e Maurizio Fabrizio)
9. Piccola Katy
10. Che Ne Sai (Renato Brioschi e Riccardo Fogli)
11. Malinconia (Riccardo Fogli, Guido Morra e Maurizio Fabrizio)
12. Pensiero
13. Per Lucia (Riccardo Fogli, Maurizio Fabrizio e Vincenzo Spampinato)
14. Ma Quale Amore
15. Monica (Saverio Grandi, Pietro Cantarelli)